# Listă de aeroporturi după codul ICAO: U
Mai jos este lista de aeroporturi al căror cod ICAO începe cu litera U.
Această listă este generată cu date din Wikidata și este actualizată periodic de un robot.
 Editările făcute în listă vor fi șterse la următoarea actualizare!
| Imagine | Cod ICAO  | Articol                                        |
| ------- | --------- | ---------------------------------------------- |
|         | UBBG      | Aeroportul Internațional Ganja                 |
|         | UBBQ      | Aeroportul Qabala                              |
|         | UNII      | Aeroportul Yeniseysk                           |
|         | UTSA      | Aeroportul Internațional Navoi                 |
|         | UHOO      | Aeroportul Okhotsk                             |
|         | UKLU      | Aeroportul Internațional Uzhhorod              |
|         | UBBF      | Aeroportul Internațional Fuzuli                |
|         | UAAA      | Aeroportul Internațional Almaty                |
|         | USDA      | Aeroportul Internațional Sabetta               |
|         | UMOO      | Aeroportul Mogilev                             |
|         | URMS      | Aeroportul Magas                               |
|         | ULMM      | Aeroportul Murmansk                            |
|         | UMMM      | Aeroportul Minsk-1                             |
|         | UOOO      | Aeroportul Alykel                              |
|         | UBBN      | Aeroportul Nakhchivan                          |
|         | UBTT      | Aeroportul Zabrat                              |
|         | URSS      | Aeroportul Internațional Sochi                 |
|         | UAAR      | Aeroportul Boraldai                            |
|         | UUBB      | Aeroportul Bykovo                              |
|         | UHNB      | Aeroportul Bogorodskoye                        |
|         | UHNN      | Aeroportul Nikolayevsk-on-Amur                 |
|         | UHSB      | Aeroportul Burevestnik                         |
|         | UHSK      | Aeroportul Shakhtyorsk                         |
|         | UHSN      | Aeroportul Nogliki                             |
|         | UHSS      | Aeroportul Yuzhno-Sakhalinsk                   |
|         | UIKK      | Aeroportul Kirensk                             |
|         | UKKK      | Aeroportul Internațional Kyiv Zhuliany         |
|         | UMMS      | Aeroportul Minsk National                      |
|         | USHU      | Aeroportul Uray                                |
|         | UTAK      | Aeroportul Turkmenbashi                        |
|         | UUOB      | Aeroportul Internațional Belgorod              |
|         | UWOO      | Aeroportul Orenburg Tsentralny                 |
|         | UWUU      | Aeroportul Internațional Ufa                   |
|         | UWWW      | Aeroportul Internațional Kurumoch              |
|         | UUOK      | Aeroportul Kursk Vostochny                     |
|         | UKKM      | Aeroportul Gostomel                            |
|         | UBBB      | Aeroportul Internațional Heydar Aliyev         |
|         | UWPP      | Aeroportul Penza                               |
|         | USMU      | Aeroportul Novy Urengoy                        |
|         | USRO      | Aeroportul Noyabrsk                            |
|         | UGSB UG0E | Aeroportul Internațional Batumi                |
|         | UUDL      | Aeroportul Tunoshna                            |
|         | UTAA      | Aeroportul Internațional Ashgabat              |
|         | UGKO      | Aeroportul Internațional Kutaisi               |
|         | UKHK      | Aeroportul Kremenchuk                          |
|         | UKOO      | Aeroportul Internațional Odessa                |
|         | UMBB      | Aeroportul Brest                               |
|         | UMGG      | Aeroportul Gomel                               |
|         | UOII      | Aeroportul Igarka                              |
|         | URRR      | Aeroportul Rostov-on-Don                       |
|         | USHI      | Aeroportul igrim                               |
|         | USRR      | Aeroportul Internațional Surgut                |
|         | USUU      | Aeroportul Kurgan                              |
|         | UTAV      | Aeroportul Turkmenabat                         |
|         | UAKK      | Aeroportul Sary-Arka                           |
|         | UUYX      | Aeroportul Ust-Tsylma                          |
|         | USMM      | Aeroportul Nadym                               |
|         | UUDD      | Aeroportul Internațional Domodedovo            |
|         | UNTT      | Aeroportul Bogashevo                           |
|         | USCC      | Aeroportul Chelyabinsk                         |
|         | UNNT      | Aeroportul Tolmachevo                          |
|         | USSS      | Aeroportul Koltsovo                            |
|         | UASK      | Aeroportul Oskemen                             |
|         | USNN      | Aeroportul Nizhnevartovsk                      |
|         | ULLI      | aeroportul internațional Pulkovo               |
|         | UKDR      | Aeroportul Internațional Krivoi Rog            |
|         | UDYZ UGEE | Aeroportul Internațional Zvartnots             |
|         | UKON      | Aeroportul Nicolaev                            |
|         | ULWC      | Aeroportul Cherepovets                         |
|         | UTDT      | Aeroportul Internațional Qurghonteppa          |
|         | UMII      | Aeroportul Vitebsk Vostochny                   |
|         | URKK      | Aeroportul Internațional Krasnodar             |
|         | URRP      | Aeroportul Internațional Platov                |
|         | UTSK      | Aeroportul Karshi                              |
|         | UHMA      | Aeroportul Ugolny                              |
|         | UUBP      | Aeroportul Internațional Bryansk               |
|         | UHSI      | Aeroportul Iturup                              |
|         | UATE      | Aeroportul Aktau                               |
|         | UATG      | Aeroportul Atyrau                              |
|         | UATT      | Aeroportul Aktobe                              |
|         | URKA      | Aeroportul Anapa                               |
|         | USPP      | Aeroportul Bolshoye Savino                     |
|         | UWSB      | Aeroportul Balakovo                            |
|         | UACP      | Aeroportul Petropavl                           |
|         | UASP      | Aeroportul Pavlodar                            |
|         | UHMM      | Aeroportul Sokol                               |
|         | UNOO      | Aeroportul Omsk Tsentralny                     |
|         | URMM      | Aeroportul Mineralnye Vody                     |
|         | UUMO      | Aeroportul Internațional Ostafyevo             |
|         | UWGG      | Aeroportul Internațional Nizhny Novgorod       |
|         | UDSG      | Aeroportul Internațional Shirak                |
|         | UEEE      | Aeroportul Yakutsk                             |
|         | UIII      | Aeroportul Internațional Irkutsk               |
|         | UKDD      | Aeroportul Internațional Dnipropetrovsk        |
|         | UKLI      | Aeroportul Internațional Ivano-Frankivsk       |
|         | UMKK      | Aeroportul Khrabrovo                           |
|         | UNKL      | Aeroportul Internațional Yemelyanovo           |
|         | UUOL      | Aeroportul Lipetsk                             |
|         | UKKE      | Aeroportul Cherkasy                            |
|         | UKKL      | Aeroportul Chernihiv Shestovitsa               |
|         | UKLN      | Aeroportul Internațional Cernăuți              |
|         | UTAT      | Aeroportul Daşoguz                             |
|         | UADD      | Aeroportul Taraz                               |
|         | UKDE      | Aeroportul Internațional Zaporizhzhia          |
|         | UKFF      | Aeroportul Internațional Simferopol            |
|         | ULAA      | Aeroportul Talagi                              |
|         | ULAH      | Aeroportul Vaskovo                             |
|         | URWW      | Aeroportul Internațional Volgograd             |
|         | USHQ      | Aeroportul Beloyarsk                           |
|         | UUWR      | Aeroportul Turlatovo                           |
|         | UWLL      | Aeroportul Ulyanovsk Baratayevka               |
|         | UUBI      | Aeroportul Ivanovo Yuzhny                      |
|         | UUOT      | Aeroportul Tambov Donskoye                     |
|         | URKG      | Aeroportul Gelendzhik                          |
|         | UEWD      | Aeroportul Deputatsky                          |
|         | UENN      | Aeroportul Nyurba                              |
|         | UEBS      | Aeroportul Sakkyryr                            |
|         | ULSS      | Aeroportul Rzhevka                             |
|         | UUBW      | Aeroportul Internațional Zhukovsky             |
|         | UAAH      | Aeroportul Balkhash                            |
|         | UAKD      | Aeroportul Zhezkazgan                          |
|         | UASB      | Aeroportul Ekibastuz                           |
|         | UAUR      | Aeroportul Arkalyk                             |
|         | UAUU      | Aeroportul Kostanay                            |
|         | ULAM      | Aeroportul Naryan-Mar                          |
|         | UUYP      | Aeroportul Pechora                             |
|         | UACC      | Aeroportul Internațional Nursultan Nazarbayev  |
|         | ULAL      | Aeroportul Leshukonskoye                       |
|         | ULAS      | Aeroportul Solovki                             |
|         | ULMK      | Aeroportul Kirovsk-Apatity                     |
|         | UNBG      | Aeroportul Gorno-Altaysk                       |
|         | ULPB      | Aeroportul Petrozavodsk                        |
|         | URMT      | Aeroportul Stavropol Shpakovskoye              |
|         | UUYH      | Aeroportul Ukhta                               |
|         | UWLW      | Aeroportul Ulyanovsk Vostochny                 |
|         | USKK      | Aeroportul Pobedilovo                          |
|         | USII      | Aeroportul Izhevsk                             |
|         | UTDL      | Aeroportul Khujand                             |
|         | UACK      | Aeroportul Kokshetau                           |
|         | UAOO      | Aeroportul Kyzylorda                           |
|         | UOHH      | Aeroportul Khatanga                            |
|         | UEMM      | Aeroportul Magan                               |
|         | UESO      | Aeroportul Chokurdakh                          |
|         | USHN      | Aeroportul Nyagan                              |
|         | UWUK      | Aeroportul Oktyabrsky                          |
|         | UUYI      | Aeroportul Inta                                |
|         | ULDD      | Aeroportul Amderma                             |
|         | UHPP      | Aeroportul Petropavlovsk-Kamchatsky            |
|         | UENW      | Aeroportul Vilyuisk                            |
|         | UEST      | Aeroportul Tiksi                               |
|         | UEBT      | Aeroportul Ust-Kuyga                           |
|         | UEMH      | Aeroportul Teply Klyuch                        |
|         | UEMT      | Aeroportul Ust-Nera                            |
|         | UESK      | Aeroportul Srednekolymsk                       |
|         | UESU      | Aeroportul Zyryanka                            |
|         | UKCM      | Aeroportul Internațional Mariupol              |
|         | UHSH      | Aeroportul Okha                                |
|         | UTDK      | Aeroportul Kulob                               |
|         | UNBB      | Aeroportul Barnaul                             |
|         | UUEE      | Aeroportul Internațional Șeremetievo           |
|         | UKLL      | Aeroportul Internațional Lviv Danylo Halytskyi |
|         | UNEE      | Aeroportul Internațional Kemerovo              |
|         | URMG      | Aeroportul Grozny                              |
|         | USRK      | Aeroportul Internațional Kogalym               |
|         | UUOO      | Aeroportul Internațional Voronezh              |
|         | USDD      | Aeroportul Salekhard                           |
|         | UAFO      | Aeroportul Osh                                 |
|         | URML      | Aeroportul Uytash                              |
|         | UWKB      | Aeroportul Bugulma                             |
|         | ULKK      | Aeroportul Kotlas                              |
|         | UESS      | Aeroportul Chersky                             |
|         | UKHH      | Aeroportul Internațional Kharkiv               |
|         | UHMD      | Aeroportul Provideniya Bay                     |
|         | UKHP      | Aeroportul Poltava                             |
|         | UWKE      | Aeroportul Begishevo                           |
|         | UERP      | Aeroportul Polyarny                            |
|         | UWKJ      | Aeroportul Yoshkar-Ola                         |
|         | UHMP      | Aeroportul Pevek                               |
|         | UKHS      | Aeroportul Sumy                                |
|         | ULNN      | Aeroportul Novgorod                            |
|         | UUBS      | Aeroportul Smolensk South                      |
|         | UWKS      | Aeroportul Cheboksary                          |
|         | UUBA      | Aeroportul Kostroma                            |
|         | UKCK      | Aeroportul Kramatorsk                          |
|         | UERL      | Aeroportul Lensk                               |
|         | UHMW      | Aeroportul Severo-Evensk                       |
|         | UHKK      | Aeroportul Komsomolsk-on-Amur                  |
|         | UKFB      | Aeroportul Internațional Sevastopol            |
|         | UHBB      | Aeroportul Ignatyevo                           |
|         | UMMG      | Aeroportul Hrodna                              |
|         | UUYS      | Aeroportul Usinsk                              |
|         | UUYW      | Aeroportul Vorkuta                             |
|         | UWOR      | Aeroportul Orsk                                |
|         | UIUU      | Aeroportul Ulan-Ude                            |
|         | ULOO      | Aeroportul Pskov                               |
|         | UARR      | Aeroportul Oral Ak Zhol                        |
|         | UAII      | Aeroportul Internațional Shymkent              |
|         | UUWW      | Aeroportul internațional Vnukovo               |
|         | UASU      | Aeroportul Urzhar                              |
|         | UIAA      | Aeroportul Kadala                              |
|         | UNKS      | Aeroportul Achinsk                             |
|         | URWI      | Aeroportul Elista                              |
|         | UWPS      | Aeroportul Saransk                             |
|         | UUBK      | Aeroportul Staroselye                          |
|         | UIBB      | Aeroportul Bratsk                              |
|         | URWA      | Aeroportul Narimanovo                          |
|         | UERR      | Aeroportul Mirny                               |
|         | UGSS      | Aeroportul Sukhumi Babushara                   |
|         | UELL      | Aeroportul Chulman                             |
|         | UEMA      | Aeroportul Moma                                |
|         | UKLH      | Aeroportul Khmelnytskyi                        |
|         | UAFL      | Aeroportul Tamchy                              |
|         | UWKD      | Aeroportul Internațional Kazan                 |
|         | UKBB      | Aeroportul Internațional Boryspil              |
|         | UIKE      | Aeroportul Erbogachen                          |
|         | UEVV      | Aeroportul Zhigansk                            |
|         | UASZ      | Aeroportul Zaysan                              |
|         | UHMK      | Aeroportul Keperveyem                          |
|         | UAOL      | Aeroportul Krayniy                             |
|         | USTR      | Aeroportul Internațional Roshchino             |
|         | USCM      | Aeroportul Internațional Magnitogorsk          |
|         | USDB      | Aeroportul Bovanenkovo                         |
|         | UBBL UB10 | Aeroportul Internațional Lankaran              |
|         | UTFF      | Aeroportul Internațional Fergana               |
|         | USTO      | Aeroportul Tobolsk                             |
|         | UOTT      | Aeroportul Turukhansk                          |
|         | UEMU      | Aeroportul Ust-Maya                            |
|         | UITT      | Aeroportul Ust-Kut                             |
|         | UKOH      | Aeroportul Kherson                             |
|         | UNAA      | Aeroportul Internațional Abakan                |
|         | USHH      | Aeroportul Khanty-Mansiysk                     |
|         | UTAM      | Aeroportul Mary                                |
|         | UCFM      | Aeroportul Internațional Manas                 |
|         | UWSG      | Aeroportul Internațional Gagarin               |
|         | URMN      | Aeroportul Nalchik                             |
|         | UKFK      | Aeroportul Kerch                               |
|         | USHS      | Aeroportul Sovetsky                            |
|         | UNSS      | Aeroportul Strezhevoy                          |
|         | UHWW      | Aeroportul Internațional Vladivostok           |
|         | UIKB      | Aeroportul Bodaybo                             |
|         | UKLC      | Aeroportul Lutsk                               |
|         | UHBW      | Aeroportul Tynda                               |
|         | UODD      | Aeroportul Dikson                              |
|         | UKLT      | Aeroportul Ternopil                            |
|         | URMO      | Aeroportul Beslan                              |
|         | URKE      | Aeroportul Eisk                                |
|         | UHHH      | Aeroportul Khabarovsk Novy                     |
|         | UNWW      | Aeroportul Spichenkovo                         |
|         | UTFA      | Aeroportul Andizhan                            |
|         | UTSB      | Aeroportul Internațional Bukhara               |
|         | UTSN      | Aeroportul Zarafshan                           |
|         | UTFN      | Aeroportul Namangan                            |
|         | UHMO      | Aeroportul Markovo                             |
|         | UHSM      | Aeroportul Mendeleevo                          |
|         | UWUF      | Aeroportul Neftekamsk                          |
|         | UASS      | Aeroportul Semey                               |
|         | UEMO      | Aeroportul Olyokminsk                          |
|         | UERO      | Aeroportul Olenyok                             |
|         | UNIP      | Aeroportul Podkamennaya Tunguska               |
|         | UKCS      | Aeroportul Sievierodonetsk                     |
|         | UAAT      | Aeroportul Taldykourgan                        |
|         | UECT      | Aeroportul Talakan                             |
|         | UT1H      | Aeroportul Balkanabat                          |
|         | UEBB      | Aeroportul Batagay                             |
|         | UESG      | Aeroportul Belaya Gora                         |
|         | ULDW      | Aeroportul Varandey                            |
|         | ULOL      | Aeroportul Velikiye Luki                       |
|         | UENI      | Aeroportul Verkhnevilyuysk                     |
|         | UKWW      | Aeroportul Havrîșivka Vinița                   |
|         | ULWW      | Aeroportul Vologda                             |
|         | UUBC      | Aeroportul "Kaluga" (Grabtsevo)                |
|         | UKLR      | Aeroportul Rivne                               |
|         | UUOR      | Aeroportul Oryol Yuzhny                        |
|         | UKOI      | Aeroportul Izmail                              |
|         | UTDD      | Aeroportul Internațional Dushanbe              |
|         | UUYY      | Aeroportul Syktyvkar                           |
|         | UBBY      | Aeroportul Internațional Zaqatala              |
|         | UBEE      | Aeroportul Yevlakh                             |
|         | UKDB      | Aeroportul Berdyansk                           |
|         | UEEA      | Aeroportul Aldan                               |
|         | UIBS      | Aeroportul Ust-Ilimsk                          |
|         | USNR      | Aeroportul Raduzhny                            |
|         | UTAE      | Aeroportul Kerki                               |
|         | UENS      | Aeroportul Suntar                              |
|         | UNKY      | Aeroportul Kyzyl                               |
|         | UGTB      | Aeroportul Internațional Tbilisi               |
|         | UERS      | Aeroportul Saskylakh                           |
|         | UTST      | Aeroportul Termez                              |
|         | ULWU      | Aeroportul Veliky Ustyug                       |
|         | UKKV      | Aeroportul Jîtomîr                             |
|         | UHSO      | Aeroportul Zonalnoye                           |
|         | USRN      | Aeroportul Nefteyugansk                        |
|         | UHBI      | Aeroportul Magdagachi                          |
|         | UTTT      | Aeroportul Internațional Tashkent              |
|         | UTNU      | Aeroportul Internațional Urgench               |
|         | UTNN      | Aeroportul Nukus                               |
|         | UTSS      | Aeroportul Internațional Samarkand             |
|         | URRT      | Aeroportul Taganrog Sur                        |